# 夢や
株式会社夢や（ゆめや）は主にショッピングセンター内において駄菓子屋の運営を行う全国チェーン。日本フランチャイズチェーン協会の正会員である。

## 企業概要
全国で「だがし 夢や」を展開し、2014年現在で80店舗を有する。駄菓子・玩具の全国チェーンとしては唯一の存在であり、出店形態としてはフランチャイズによる店舗より直営店が多く、また単独路面店よりも集客力の高いショッピングセンター内でのテナントとして営業している店舗がほとんどである。
全国的な展開をしているが秋田県、新潟県、長野県、山梨県、栃木県、岐阜県、奈良県、和歌山県、島根県、鳥取県、佐賀県には店舗が無い。
2008年（平成20年）7月には株式会社コンフェックスによってM&Aをかけられて買収され、同社の傘下に入る。これにより、翌8月には社長が創業者から交代したほか、買収先のコンフェックスビル別館内に東京支店を開設している。一方、夢やの本社はそれまで高松市朝日新町の臨海工業地帯の卸団地内に位置していたが、同年12月に同市内の新商業地区である松縄町に移転し、さらに2015年には本社を従来の東京支店所在地へ移転した。ただし、コンフェックス社内の「高松支店」及び「夢や事業部」はこの新社屋ではなく、同じ香川県内の綾川町にある物流センターに併設されている。なお、現親会社のコンフェックスホールディングスは2023年（令和5年）にヤマエホールディングスに買収されたため、当社もヤマエグループの一員となった。

## 沿革
- 1988年（昭和63年）
  - 3月30日 - 有限会社高杉として高杉弘美により設立。
  - 4月 - 高松市屋島に1号店「だがし 夢や 屋島店」を開店。
- 1995年（平成7年）11月 - 社名を株式会社夢やに変更。
- 2008年（平成20年）
  - 7月 - M&Aによって株式会社コンフェックスの傘下に入る。
  - 8月 - 東京支店開設。
  - 12月 - 本社を高松市松縄町1004番地1へ移転。
- 2015年（平成27年）11月 - 本社を東京都渋谷区代々木へ移転。

## 事業所
- 本社：東京都渋谷区代々木三丁目38番9号 コンフェックスビル別館3階
- 物流センター：香川県綾歌郡綾川町大字東分字国弘中所乙60番地7 レックス総合物流センター内